# 前进乡 (安康市)
前进乡是中国陕西省安康市汉滨区下辖的一个乡。

## 行政区划
前进乡下辖以下行政区：
高举村、石坡村、高跃村、王楼村、包河村、石门村、集中村、穰庄村、严山村、麻柳村、优胜村、松树湾村、红岩村、龙桥村、互利村